# Villa Loredan Grimani Avezzù
Villa Loredan Grimani Molin Avezzù Pignatelli è una villa veneta patrizia sita a Fratta Polesine in provincia di Rovigo, vicino alla ben più nota Villa Badoer dell'architetto Andrea Palladio. Il completamento della villa avvenne prima del 1564 su commissione di Vincenzo Grimani.

## Storia

### Contesto storico
Le vicende della villa si collocano in un contesto storico corrispondente alla crisi del Cinquecento che colpì la Repubblica di Venezia, al di là della vittoria che quest'ultima ottenne nella guerra della Lega di Cambrai che si concluse con il trattato di Noyon (1516).
In questo periodo l'area del polesine di Rovigo si estendeva alle tre podesterie: Rovigo, Lendinara e Badia.
Fratta, importante abitato situato ad sud-ovest di Rovigo e luogo in cui verrà edificata la villa, sorgeva in un punto più elevato rispetto alle terre circostanti. Questa sua collocazione le permise di rimanere incolume dalle acque delle grandi alluvioni del Po del XII secolo e dell'Adige del 1438. Inoltre, l'apertura dello Scortico che unisce direttamente l'Adigetto con il Canalbianco con il centro del paese, rese Fratta un percorso obbligato di grande importanza, fondamentale non solo come via di comunicazione ma anche per la strategia militare.

### Committenza e passaggi di proprietà

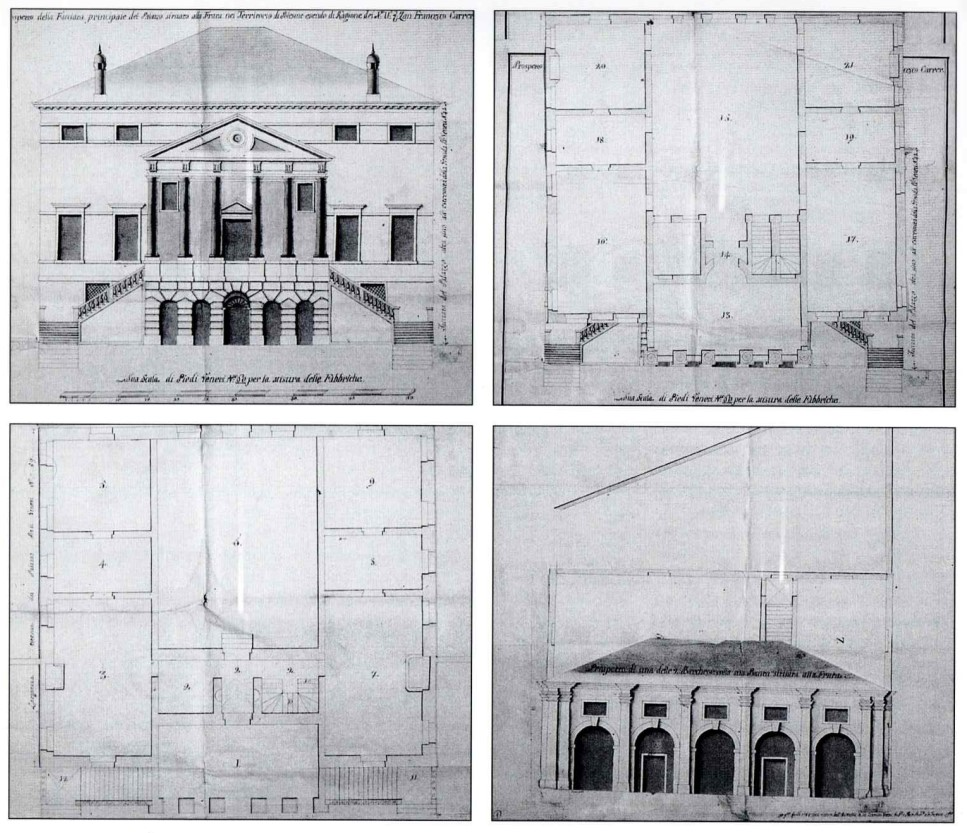
1.1 Giovanni Vettori, Rilievo in alzato del "Prospetto della Facciata principale" della villa, con a fianco il rilievo in pianta del piano nobile (10 aprile 1784). Copie tratte dall'autentico del 1 ottobre 1783. A.S.Pd., Notarile, Atti Antonio Brusoni, b. 8342, n. 254, particolari del disegno n. 2/I e 2/II allegato, tra c. 155 e c. 156. 1.2 Rilievo in pianta del pianterreno della villa con a fianco in rilievo in alzato del prospetto della barchessa sinistra (10 aprile 1784; 1 marzo 1784). Copie tratte dall'autentico del 1 ottobre 1783. A.S.Pd., Notarile, Atti Antonio Brusoni, b. 8342, n. 254, particolari del disegno n. 2/III e 1/I allegato, tra c. 155 e c. 156.

L'acquirente dell'appezzamento su cui verrà eretta la villa è Giovan Francesco Loredan. Ricco e potente patrizio veneziano, secondogenito di Marcantonio e Maria Pisani. Nel 1511 prese in sposa Cornelia, figlia del Cavaliere e Procuratore De Citra Giorgio Cornaro, fratello della celebre Caterina, ex regina di Cipro, che indusse a donare il regno a Venezia.
Nel corso della sua vita si preoccupò di incrementare le proprie proprietà, così da poterle lasciare in eredità ai suoi quattro figli Giorgio, Marietta, Lucietta e Lucrezia. Tra queste vi era la proprietà della Vespara, luogo in cui venne edificato un corpo stabile identificato come dimora dei Loredan, “casa dominicale”, atta al controllo, organizzazione e cura delle proprietà polesane.
Con la morte di Gian Francesco Loredan l'eredità venne lasciata nelle mani dell'unico figlio maschio Giorgio, il quale decise di seguire le orme del padre nella politica d'investimento. Giorgio Loredan aveva uno stretto rapporto di amicizia con Gian Francesco Badoer, che il 2 dicembre del 1536 prese in sposa Lucia Loredan. Questa alleanza tra le due famiglie era enfatizzata dalla presenza dello stemma Loredan-Badoer sito nella soglia di Villa Badoer (oggi sostituito da quello dei Mocenigo).
Per quanto riguarda Lucrezia, nel 1529, all'età di due anni venne promessa in sposa a Vincenzo Grimani di età quattro, da parte dei rispettivi tutori, ai quali era stato affidato dopo la morte del padre nel 1527; il 18 gennaio 1541 i due si sposarono nella Chiesa di San Biagio di Cataldo. Lei ricoprirà un ruolo importante per quanto riguarda la ristrutturazione della villa e il ciclo di affreschi, della quale ne sarà la principale musa ispiratrice.
Il 6 ottobre 1539 Giorgio Loredan muore lasciando un importante patrimonio che comprendeva diverse proprietà nel veneziano, nel padovano e nel polesine di Rovigo, come registrato nella polizza presentata all'estimo del 1537 il 30 aprile 1538. A causa della mancanza di discendenti, l'eredità passò dapprima nelle mani della moglie per poi essere divisa, in presenza di un notaio, anche tra le sorelle con i rispettivi coniugi. La villa dei Loredan venne da loro ereditata come proprietà indivisa.
Dal matrimonio di Vincenzo e Lucrezia nacquero quattro figlie: Isabetta, Cornelia, Adriana e Paola. Il 23 settembre 1556 a Fratta morì Lucrezia e di conseguenza vennero abbandonate ogni ulteriori migliorie della villa. Dopo la morte anche di Vincenzo, la villa passò nelle mani delle quattro figlie che tra il 1579 e il 1580 divideranno tra loro.
Dopo che Isabetta rimase vedova, rimaneva il problema della divisione della proprietà della villa, il quale si risolse ricorrendo all'estrazione tra le sorelle Cornelia, Adriane Isabetta, che ebbe luogo nel palazzo veneziano dei Grimani a Sant'Agnese in presenza del notaio Girolamo Savina. Estratte le quote per sorte, la villa rimase indivisa tra Isabetta e Adriana, mentre a Cornelia spettarono solamente beni immobili.
 

Dopo la morte di Isabetta, il figlio Vincenzo Molin, trovando inopportuno il possesso comune della proprietà con la zia Adriana, con l'aiuto di un pubblico perito cercò di dividere materialmente la fabbrica. Il 26 marzo 1615 quindi la villa divenne di piena ed unica proprietà dei Molin, fino al 1748. In questo periodo Antonio, un pronipote di Vincenzo, al quale era stata affidata la proprietà, morì senza discendenti maschi, decidendo perciò di lasciare in eredità la "fabbrica" al nipote Zuan Francesco Correr, ma lui non era interessato. Nel 1818 venne acquistata da Giuseppe di Sebastiano Monti ed in seguito a successivi passaggi di proprietà nel corso dell'Ottocento e Novecento, tra le famiglie Berti, Emo e Bragadin, dal 1970 la villa appartiene alla famiglia Avezzù Pignatelli di Montecalvo.

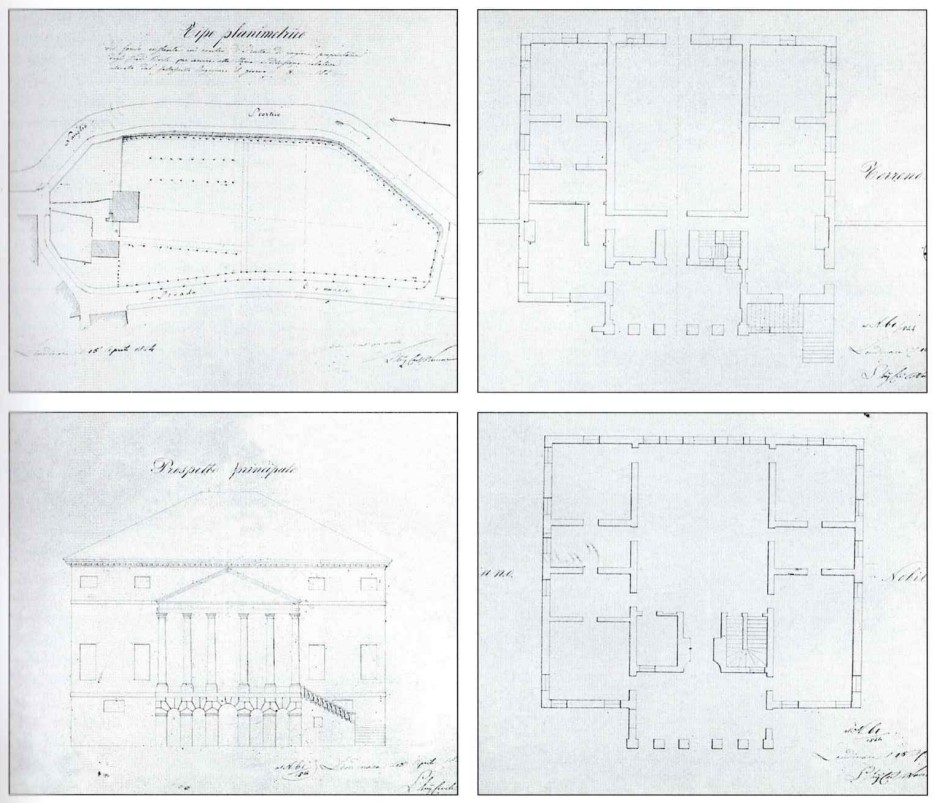
1.1 Francesco Vaccari, Planimetria generale del fondo appartenente agli eredi Berti In Fratta, con a fianco il rilievo in pianta del "Piano Terreno" della villa (Lendinara, 15 aprile 1844). A.S.Ve., Notarile, Atti notaio Antonio Santibusca, serie II, b. 1095, lett. d,f. A IX e lett. d,f. C XI. 1.2 Rilievo in alzato del prospetto principale della villa appartenente agli eredi Berti con a fianco il rilievo in pianta del piano nobile (Lendinara, 15 aprile 1844). A.S.Ve., Notarile, Atti notaio Antonio Santibusca, serie II, b. 1095, lett. d,f. B X e lett. d,f. D XII.

### Datazione e restauri
La villa Loredan Grimani è l'esito di un rinnovamento che ha inglobato una consistente preesistenza del complesso, ma non c'è traccia di alcun documento che testimoni con certezza una data di edificazione. Gli studiosi attestano che l'apertura del cantiere sia avvenuto tra il 1549 e il 1556-1557, anno della morte di Lucrezia Loredan e delle seconde nozze di Vincenzo Grimani. Infatti all'Archivio di Stato di Venezia sono conservate due mappe, risalenti rispettivamente al 1549 e al 1557, raffiguranti l'area di Fratta Polesine. Dal confronto tra queste è possibile notare un radicale cambiamento nel lotto in cui è situata la villa: nella prima sono presenti edifici di minori dimensioni che occupavano il territorio, mentre nella seconda emerge un corpo predominante che mostra perfino l'abbozzo di due enormi camini e minori fabbriche laterali. Questa potrebbe essere una raffigurazione non veritiera del complesso ristrutturato di Vincenzo Grimani.
Sempre all'Archivio di Stato di Venezia è presente una mappa del 21 aprile 1564 in cui viene fedelmente riprodotta la villa Loredan Grimani, orientata verso nord e affiancata da due barchesse simmetriche e perpendicolari.
A causa del termine anticipato della realizzazione degli affreschi è possibile desumere che l'edificio venne concluso intorno al 1555-1556.
La barchessa orientale risulta già demolita nella planimetria generale eseguita nel 1844 da Francesco Vaccari.
In un rilievo del 1783 è possibile notare come solo la scala di destra d'ingresso era stata innalzata, mentre quella di sinistra dovrà aspettare il 1970-1971.

### Attribuzione del progetto

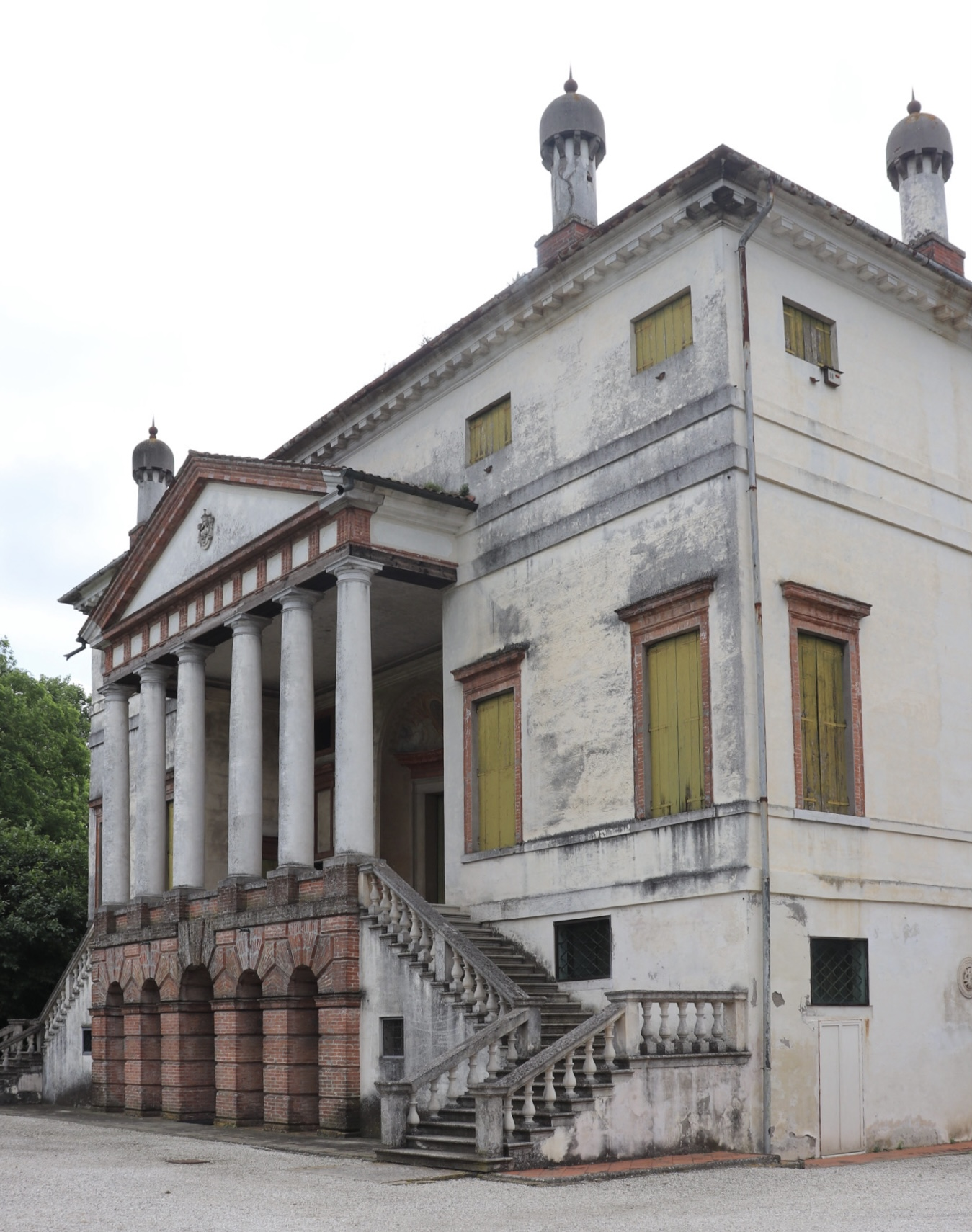
Loggia del corpo dominicale

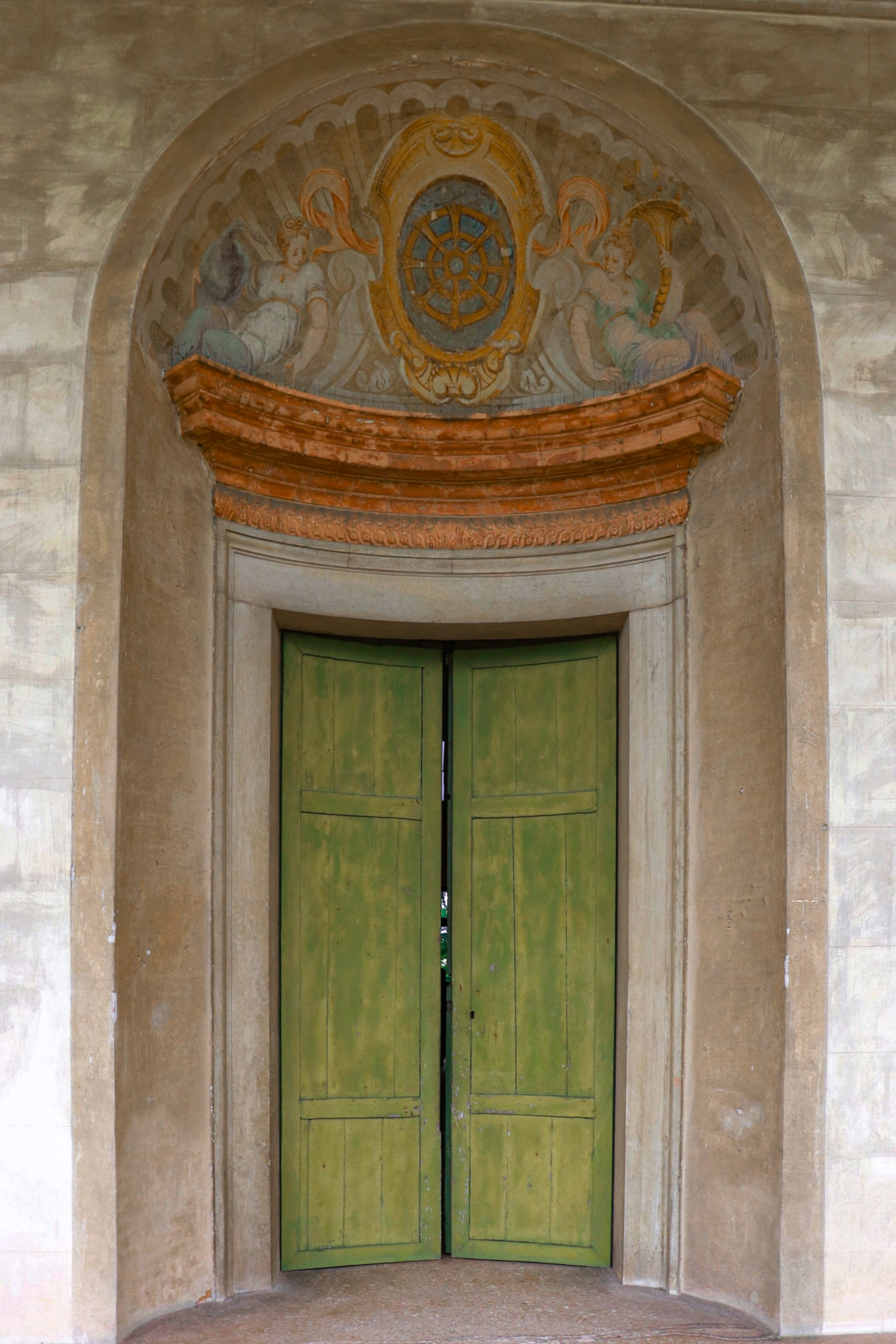
Il portale ad esedra al piano nobile

L'attribuzione del progetto della villa è ancora incerta a causa della mancanza di documenti e testimonianze.
Glauco Benito Tiozzo è l'unico a sostenere l'autenticità dell'autografia palladiana, con il sostegno precedentemente espresso nel Settecento da Giovanni Vettori di Venezia, architetto e pubblico perito alle Fortezze.
D'altro canto si è affermato di non trattarsi di un intervento diretto di Palladio, ma piuttosto di un'imitazione scorretta e grossolana del suo stile. Nonostante ciò alcuni storici dell'architettura, quali Lionello Puppi e Donata Battilotti, non escludono un possibile coinvolgimento indiretto di Palladio, attraverso l'affidamento di un disegno ad un cantiere guidato da un soprastante. Infatti, apparentemente la villa presenta caratteristiche appartenenti allo stile palladiano, come il pronao esastilo sormontato da timpano. Tuttavia, troppi sono gli elementi che si discostano dal suo stile (in particolare dalla Malcontenta) e che ci portano a dubitare di una sua probabile firma.
Osservando il timpano posto sul colonnato del corpo padronale, è possibile notare come questo presenti uno spigolo terminante con un'aletta orizzontale. Solitamente, ad impiegare questo insolito spigolo allungato era Michele Sanmicheli, tanto è vero che lo ritroviamo anche nella cappella Petrucci ad Orvieto e nella cappella Pellegrini in San Bernardino. Tuttavia, questo elemento appare anche nella Porta Giulia, edificata dall'architetto Giulio Romano.
Ulteriori elementi, come il portale concavo e la barchessa, riconducono alla figura di Giulio Romano; il primo si riscontra anche nella loggia dei Marmi, in Palazzo Ducale a Mantova, mentre il secondo trova un suo precedente nel Palazzo Te.
Per quanto riguarda la concezione planimetrico-spaziale della villa, essa viene ricondotta al padovano Odeo Cornaro dell'architetto Giovanni Maria Falconetto, assunto come modello imprescindibile di edificio che anticipa tale progettazione.

## Descrizione

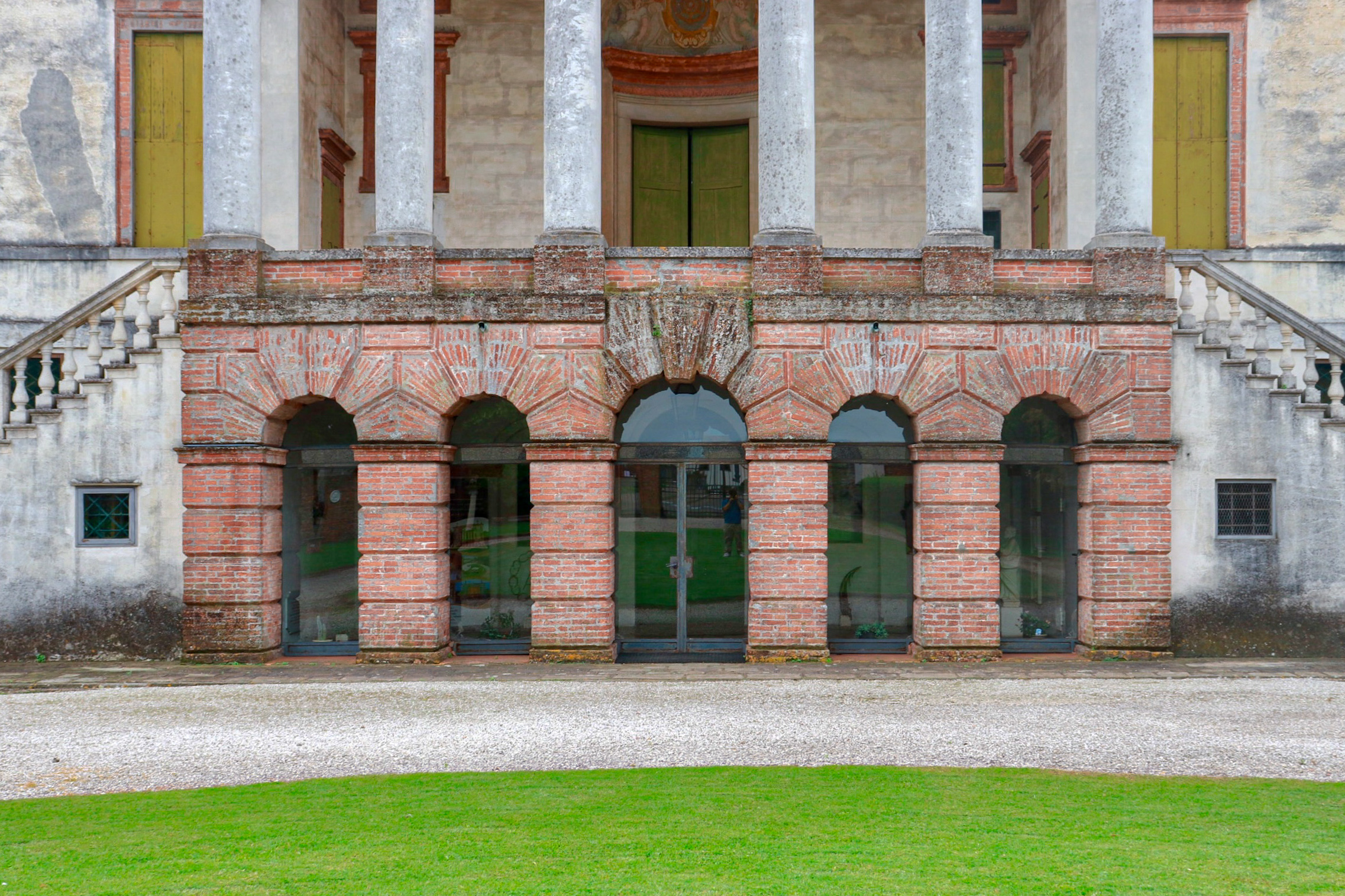
Basamento della loggia

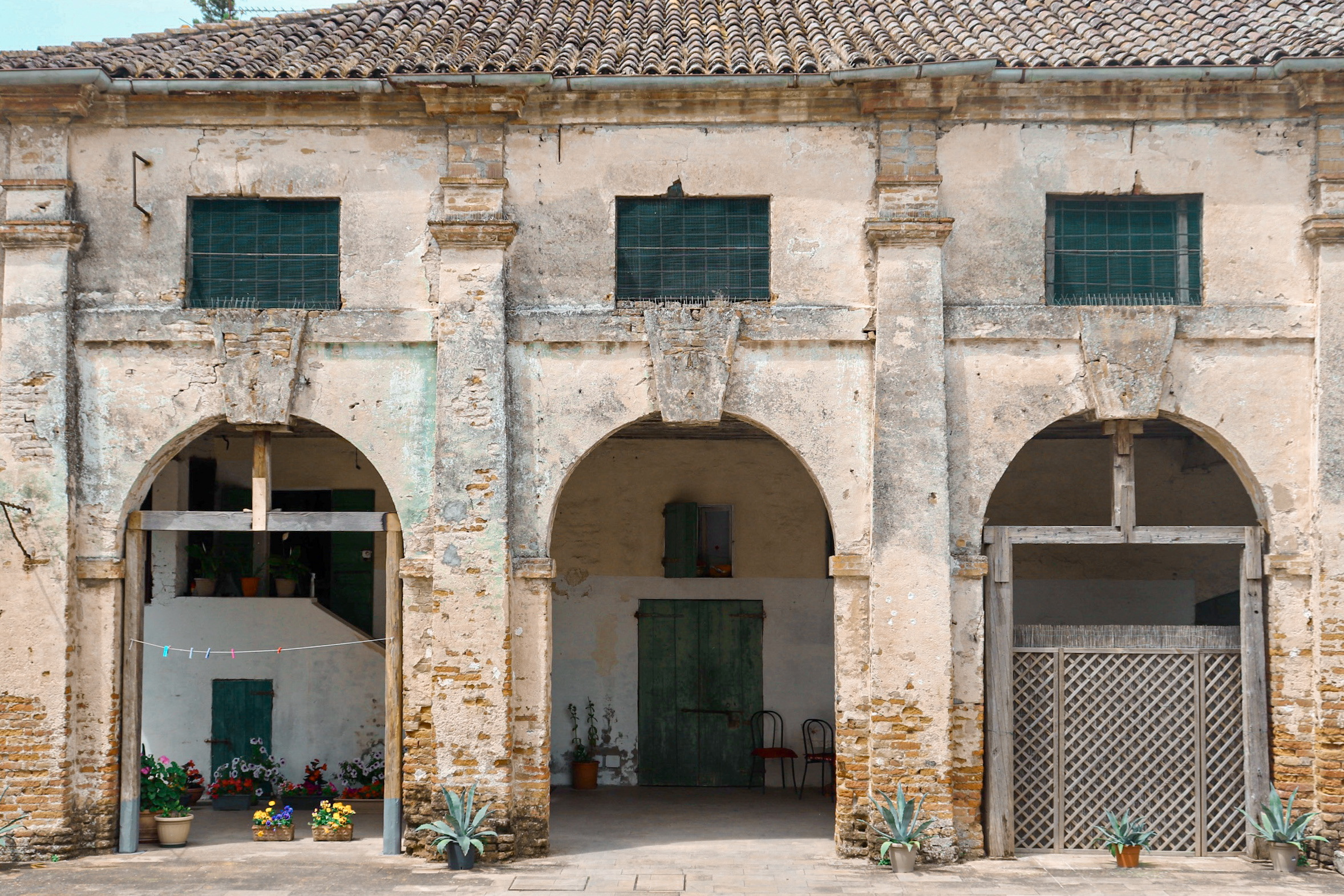
Barchessa occidentale

Alcuni elementi del prospetto richiamano la villa “Malcontenta” a Fusina e l'incompiuta Villa Da Porto.
Nel disegno del Vettori figurano, ai due lati della villa, due barchesse in posizione simmetrica rispetto all'asse dell'edificio centrale, mentre attualmente ne esiste una sola, quella occidentale. 
Sulla facciata, rivolta a nord, la villa ambisce a soddisfare il concetto palladiano della villa-tempio, con un pronao esastilo, preceduto da una loggia con timpano a sei colonne doriche, sostenuta da un portico composto da 5 archi di modulo allungato e incorniciati da bugnato. Similmente ad altri edifici rinascimentali il pronao della villa risulta essere leggermente isolato rispetto alla struttura principale. 
Sulla trabeazione, in corrispondenza delle colonne, la serie dei triglifi continua la verticalità del corpo mediano cui si oppone, nel resto della facciata, una linearità orizzontale data dalle mensole sopra le finestre del piano nobile, dalla cornice marcapiano (che segna la divisione fra il primo piano terreno e il piano nobile) e da linee che, parallele a questa, corrono orizzontalmente tutto intorno all'edificio: una in corrispondenza dell'architrave delle finestre del piano nobile e due delimitanti l'altezza delle finestrelle del granaio. Tutti questi elementi, insieme alle riquadrature delle finestre, articolano la facciata in un geometrico chiaroscuro che riprende la semplicità dell'architettura del pieno Rinascimento.
Alla loggia si accede dal giardino per mezzo di una scala laterale a due rampe. Da essa l'accesso all'edificio è permesso attraverso un'esedra affrescata. 
Nell'interno, alla semplicità e alla struttura rigidamente geometrica dell'esterno, corrisponde un'articolata planimetria incentrata su un vano centrale molto ampio. Le stanze terrene sono nove, compreso l'atrio, e sette al piano nobile, il tutto sovrastato dal vasto granaio. 
La costruzione si inserisce, per i caratteri stilistici, nella tipologia delle ville palladiane, ma, ad un'analisi più attenta, risulta implausibile un'attribuzione al Palladio, in quanto villa Molin appare priva dell'elemento caratterizzante le costruzioni del maestro: la fusione di architettura e natura. Riguardo a Villa Molin, infatti, si può notare che l'architetto non ha colto l'opportunità di integrare l'elemento architettonico con la natura dinamica e variegata circostante. Non vengono sfruttati né il canale che circonda la tenuta, né il terreno scoperto con il suo perimetro irregolare, che avrebbero potuto permettere un orientamento diverso e una pianta più articolata della villa. Nemmeno l'elemento delle scale crea un'unione tra edificio e natura, rispettando solamente la funzione di dare accesso alla loggia. Esse formano un tutt'uno con il corpo dell'edificio in quanto, soltanto la prima rampa, di pochi gradini, si trova a contatto con il terreno, mentre la seconda, la più lunga, è sullo stesso piano dell'avancorpo centrale e quindi parte integrante di tutto l'edificio. Diverso è anche l'andamento dei porticati. Nel nostro caso le barchesse, con la loro disposizione geometrica ai due lati della villa e i porticati paralleli ai fianchi di essa, rafforzano la rigida geometria che prevale sulla villa. Quindi non solo l'edificio principale, ma tutto il complesso, forma un blocco simmetrico che risulta un ulteriore motivo di isolamento della struttura architettonica dal paesaggio circostante. 
L'architettura della villa, dunque, è legata, più che alla scuola palladiana, al gusto per le forme geometriche regolari che viene affermandosi nella cultura architettonica veneta nel corso della seconda metà del Cinquecento. 

### Affreschi

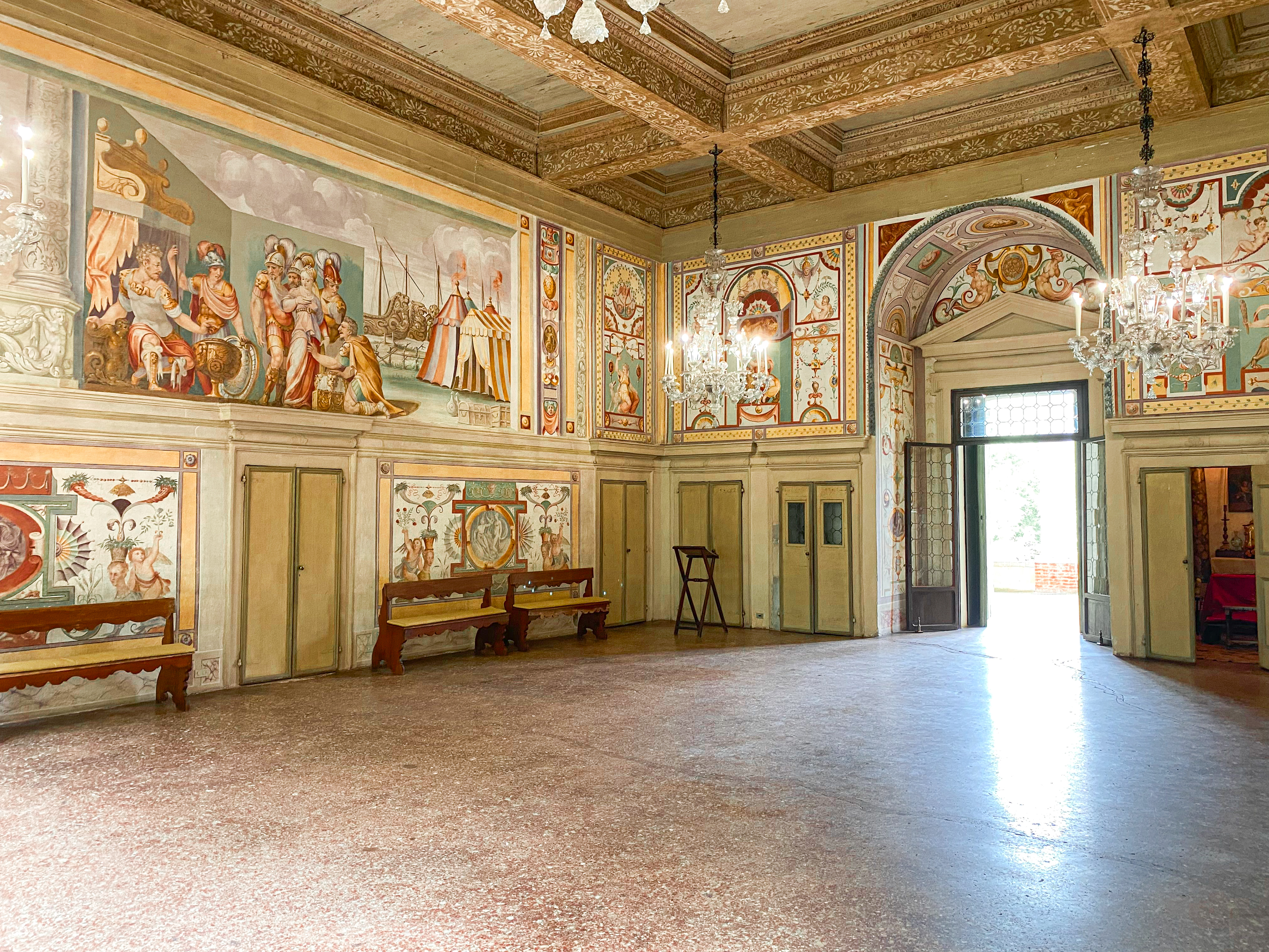
Salone affrescato al piano nobile verso nord

Ad eccezione di quelli, qualitativamente modesti, dipinti sulle pareti laterali del salone centrale, gli affreschi della villa non possono essere ascritti al gusto neoclassico. Sebbene presentino caratteristiche che ricordano il tradizionale colorismo veneto, sono molto più vicini allo stile toscano della vicina “Badoera” da cui, inoltre, ricalcano il tema cinquecentesco della grottesca e la tecnica di esecuzione. È probabile che questi affreschi, realizzati poco dopo quelli della Badoera, siano opera di un pittore veneto della scuola veronese di Eliodoro Forbicini e Anselmo Canera, anche se la sua identità resta ancora sconosciuta.

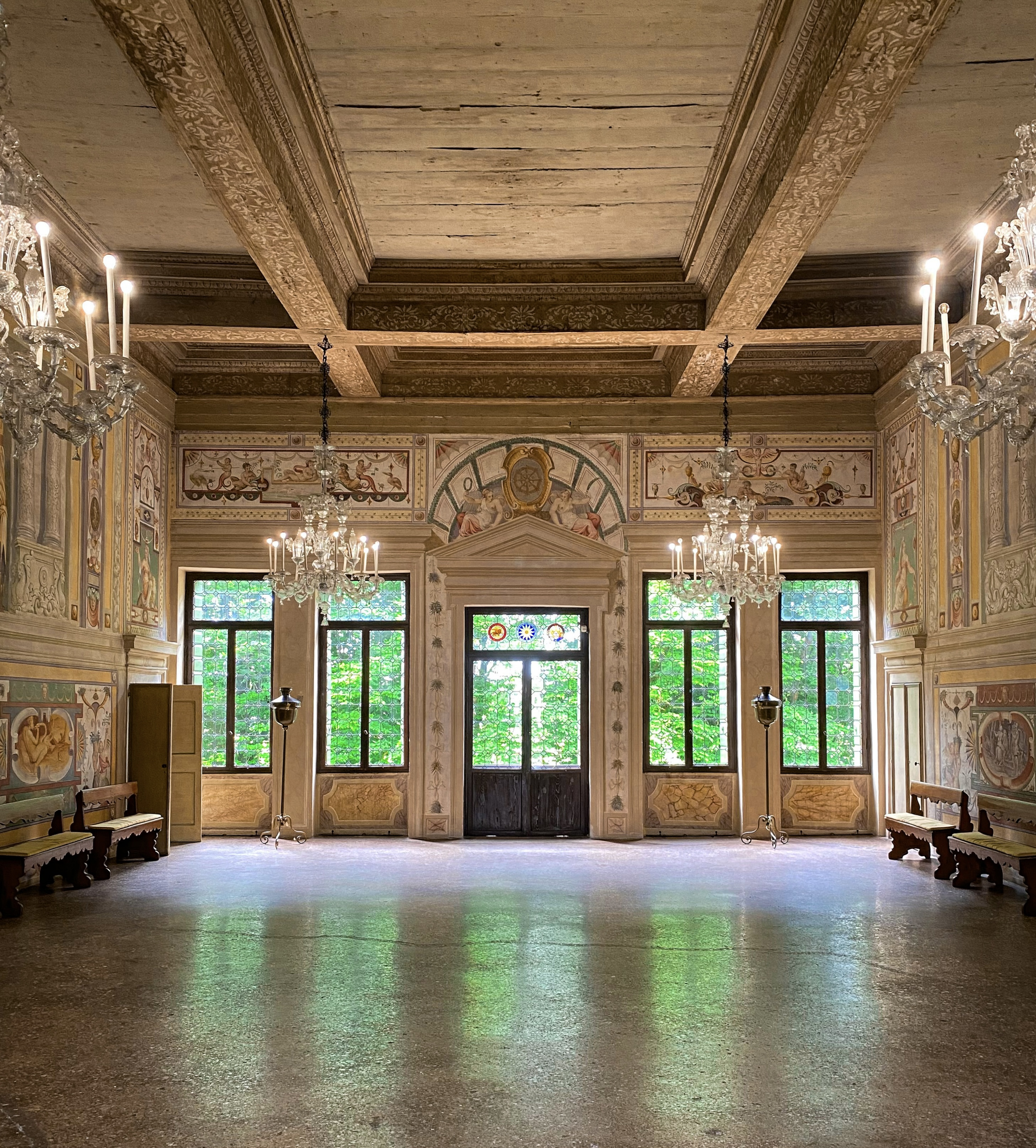
Salone affrescato al piano nobile verso sud
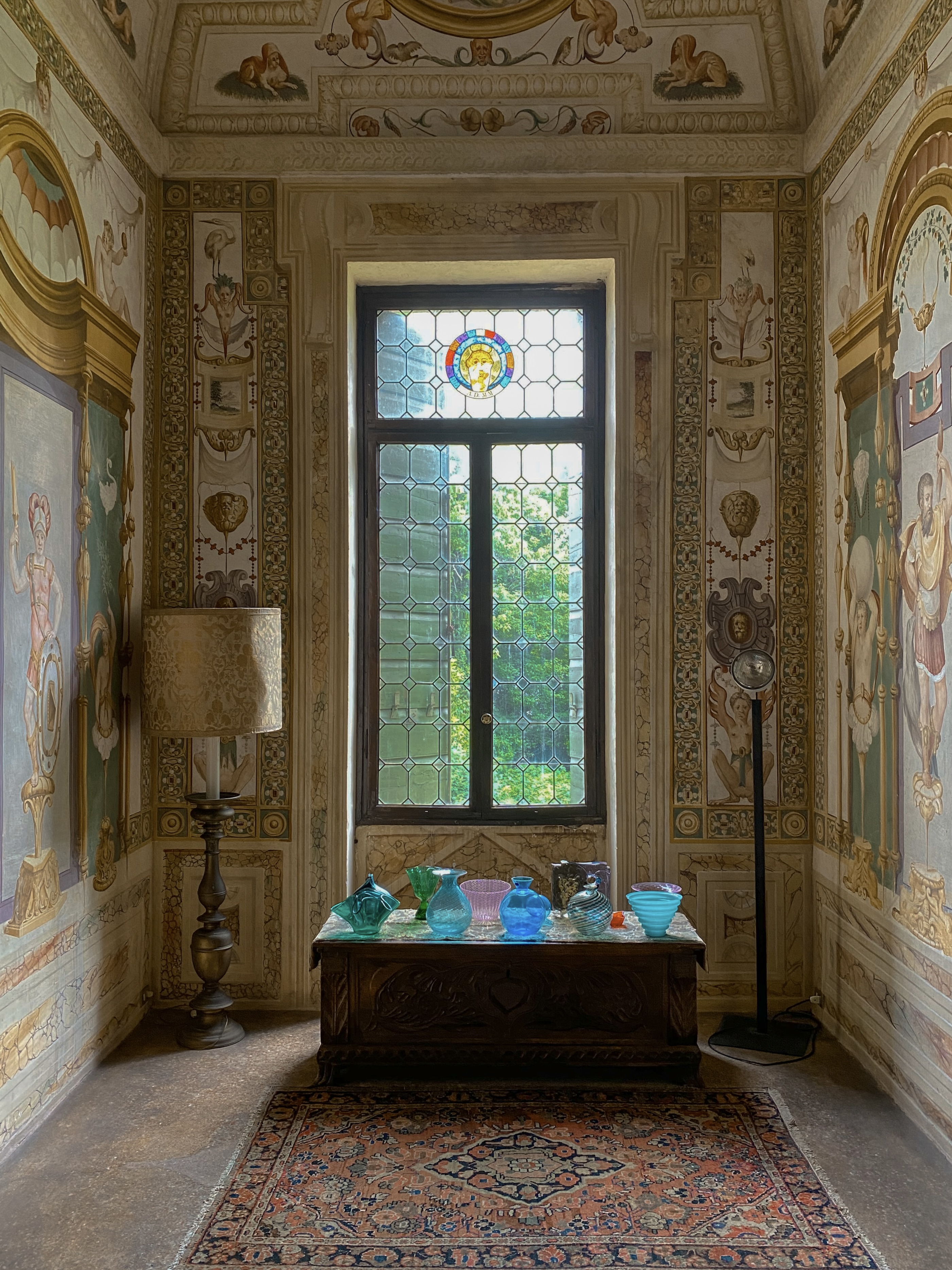
Saletta affrescata al piano nobile
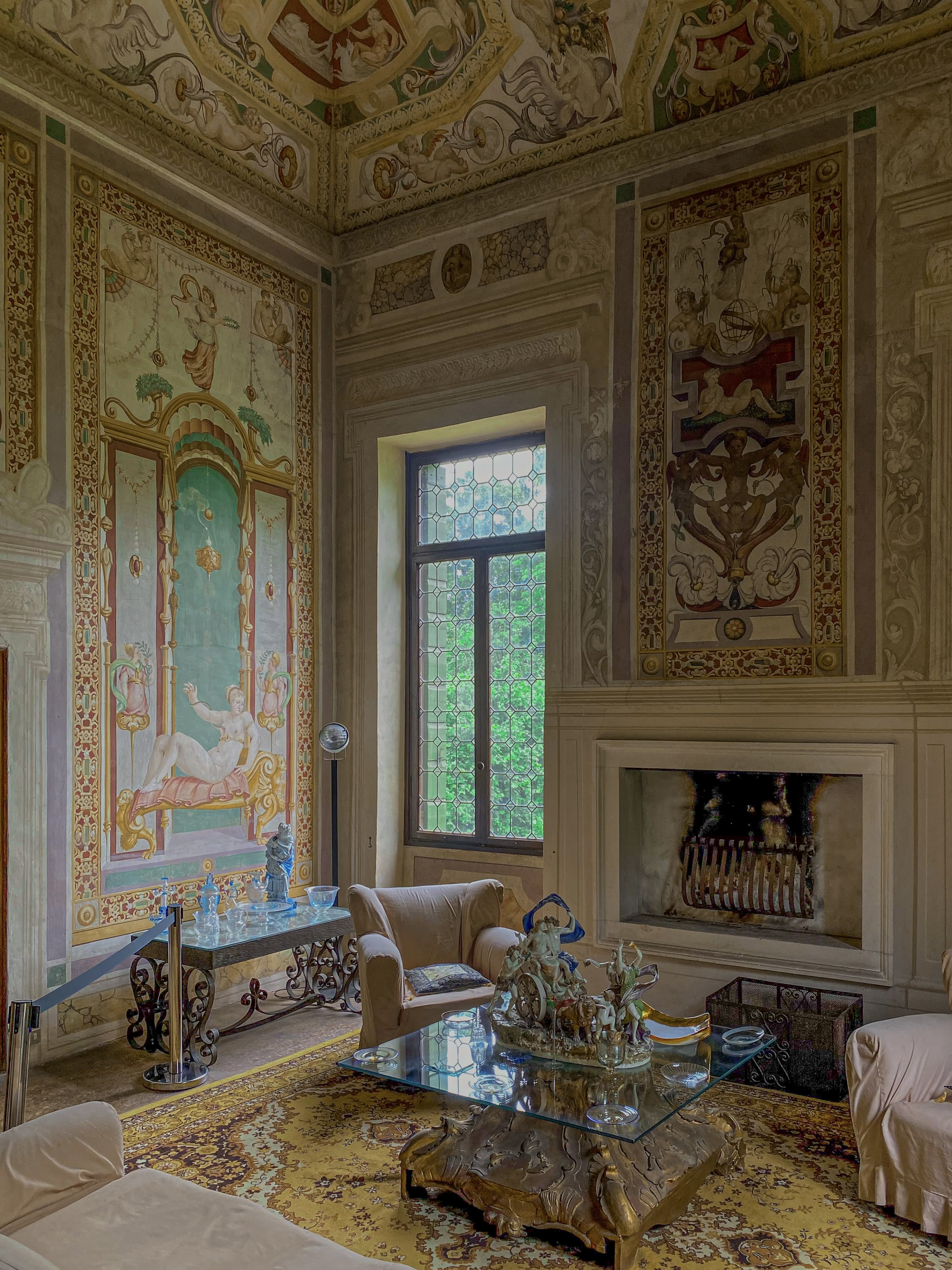
Salottino affrescato al piano nobile
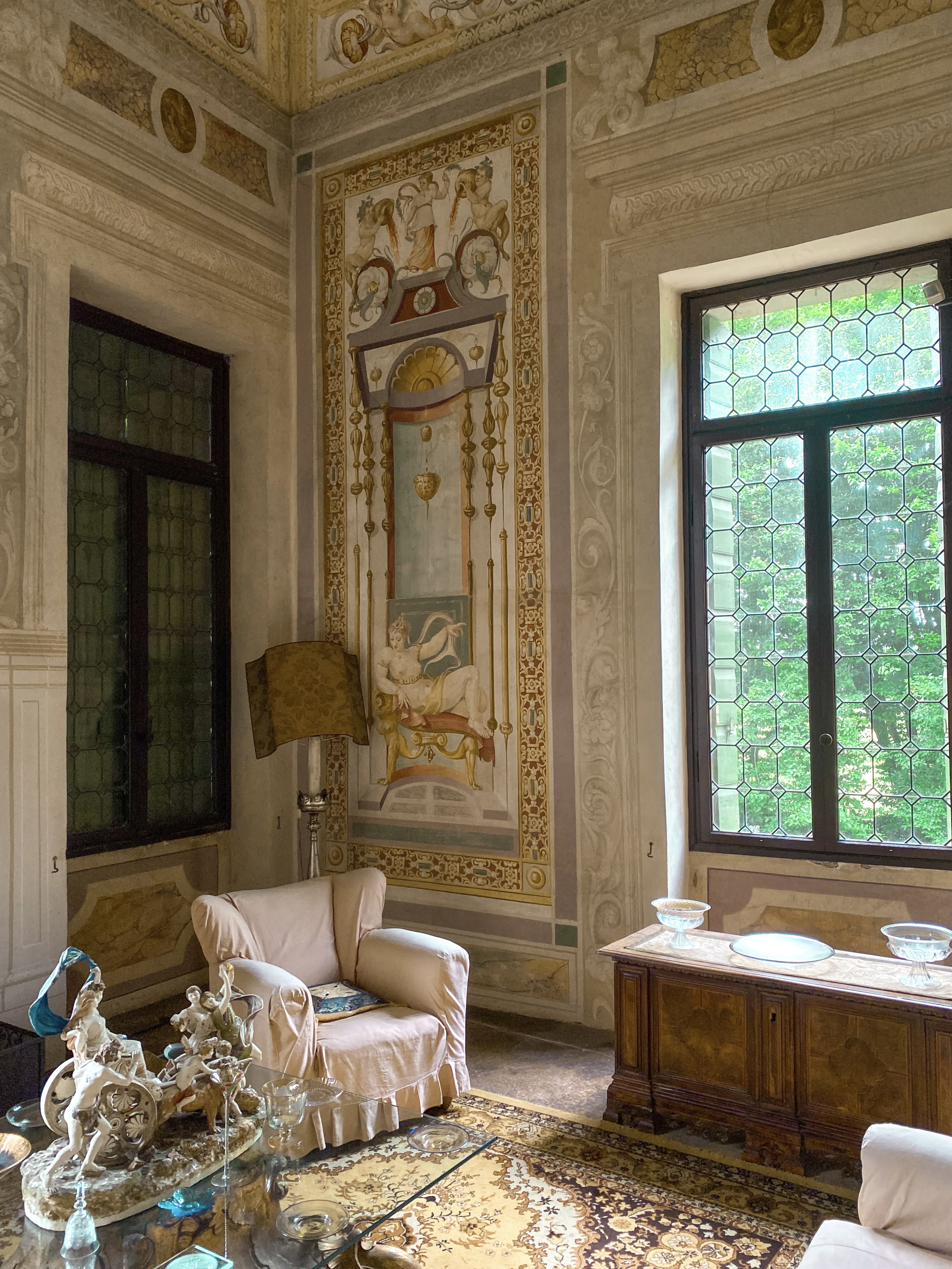
Salottino affrescato al piano nobile